# DOLCE (携帯電話)
DOLCE（ドルチェ）は、NTTドコモの携帯電話端末製品のブランド名であり、そのシリーズ名である。

## 概要
大人ケータイのコンセプトで開発された端末。外観の特徴として、ボディ表面に人工皮革を使っている。以前よりNTTドコモではらくらくホンと呼ばれる、携帯初心者および50代以上の高齢者層をターゲットに見据えた携帯電話端末シリーズが発売されていた。
プレスリリース時に、らくらくホンの高齢者向けのイメージや、低機能を嫌うユーザー向けに開発したと説明している。

## 歴史・製品
これまでに2機種が発売され、シャープが開発・製造を行っている。初代の機種名はSH851iの型式で発売されたが、2代目はSH902iSLの型式で90xシリーズとして発売されている。
- 2005年8月5日 - DOLCE（SH851i）が発売
- 2006年7月7日 - DOLCE SL（SH902iSL）が発売